# Il nostro campione
Il nostro campione è un film italiano del 1955 diretto da Vittorio Duse.

## Trama
In un paese di campagna si deve tenere una gara di pugilato, che vedrà i campioni locali impegnati contro i pugili provenienti dalla città. Il campione locale vince, ma la gioia dura poco, perché un fuoco artificiale gli sfigura il viso. Sarà il sagrestano a prenderne il posto.

## Produzione
Il film è girato quasi interamente in esterno ad Anguillara Sabazia, vicino a Roma.